# Madison High
Madison High è un film televisivo del 2012, diretto da Paul Hoen e concepito inizialmente come episodio pilota per uno spin-off televisivo della serie di film d High School Musical. Alla fine la serie non venne mai realizzata e lo stesso episodio pilota non è mai stato trasmesso.